# Tariq Lamptey
Tariq Kwame Nii-Lante Lamptey, mais conhecido como Tariq Lamptey (Hillingdon, 30 de setembro de 2000), é um futebolista anglo-ganês que atua como lateral-direito. Atualmente joga pelo Brighton & Hove Albion.

## Carreira

### Chelsea

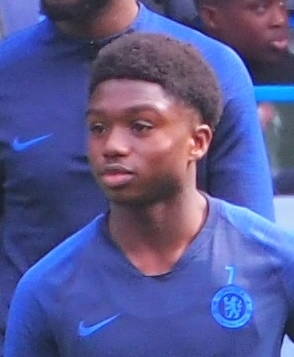
Lamptey pelo Chelsea em 2019

Lamptey nasceu em Hillingdon, na Grande Londres, e iniciou sua carreira na base do Larkspur Rovers, de seu distrito natal, entrando na base do Chelsea com oito anos de idade.
Passando por todas as categorias de base dos blues, Lamptey fez sua estreia pelo time principal do Chelsea em 29 de dezembro de 2019, em jogo válido pela Premier League, entrando no lugar de Fikayo Tomori aos minutos onde o clube londrino venceu por 2–1 de virada. Ao falar sobre sua estreia para o Chelsea TV depois do final da partida, disse:
| “ | Meu coração estava acelerado, esse era momento que eu e minha família estávamos esperando. | ” |

Lamptey foi o sétimo atleta da base a estrear durante o comando Frank Lampard, seguindo atletas como footsteps of Mason Mount, Billy Gilmour, Reece James, Marc Guéhi, Tino Anjorin and Ian Maatsen. Lamptey fez mais duas partidas pelo clube, as duas na Copa da Inglaterra: vitórias por 2–0 sobre o Nottingham Forest e 2–1 no Hull City. totalizando três partidas ao todo pelo Chelsea antes transferir-se para Brighton no começo de 2020.

### Brighton & Hove Albion
Em 31 de janeiro de 2020, Lamptey foi anunciado pelo Brighton & Hove Albion como novo reforço e assinou contrato por três anos e meio. Fez uma boa partida em sua estreia pelos Seagulls, um 0–0 com o Leicester City em 23 de junho, sendo essa a segunda partida do clube na temporada depois de uma pequena pausa devido a Pandemia de COVID-19.
Lamptey disputou a primeira partida da temporada de 2020–21 contra seu clube formador, Chelsea, tendo concedido uma assistência para Leandro Trossard fazer o único tento da derrota de 3–1. Marcou seu primeiro gol como profissional em 1 de novembro, na derrota de 2–1 para o Tottenham Hotspur. Em 16 de dezembro de 2020, acabou lesionando o tendão no empate de 0–0 com o Fulham.
Em 17 de janeiro de 2021, Lamptey renovou seu contrato e assinou um novo contrato também por três anos e meio e em 12 de março, foi anunciado que Lamptey perderia o restante da temporada pela lesão sofrida em dezembro de 2020.
Lamptey foi integrado a uma partida novamente meses depois, em 19 de setembro 2021, permanecendo no banco na vitória de 2–1 sobre o Leicester. Três dias depois, fez sua primeira partida pós lesão na vitória de  2–0 sobre o Swansea City na terceira rodada da Copa da Liga Inglesa. Lamptey marcou seu segundo gol pelo Brighton no jogo de volta da Copa da Liga Inglesa, a vitória por 3–1 sobre o Arsenal e ajudou os Seagulls a avançarem para a oitavas de final.

## Seleção nacional

### Inglaterra
Lamptey representou as categorias de base base Young Lions do Sub-18 até o Sub-21, atuando ao todo em 20 partidas somando as categorias.
Em julho de 2020, Lamptey foi consultado pelaAssociação Ganesa de Futebol sobre uma possível mudança para o atleta passar a defender a Seleção de Gana, já que seus eram ganeses e não havia defendido a Seleção Principal da Inglaterra. Porém em 8 de setembro do mesmo ano, Lamptey fez sua estreia pelo Sub-21 na vitória de 2–1 sobre a Áustria nas qualificações para Eurocopa Sub-21 de 2021. Ficou 18 meses sem atuar pelo Sub-21 devido a uma lesão, retornando apenas em março de 2022 para qualificatórias para a Eurocopa Sub-21 de 2023 contra Andorra e Albania.
Em maio de 2022, Lamptey estava considerando trocar de Seleção, com técnico do Sub-21 de Lee Carsley dizendo que ele tinha "pedido para ser tirado do elenco por estar com muita coisa na cabeça." Após alguns meses de especulações, em julho presidente da Associação Ganesa, Kurt Okraku, anunciou que Lamptey foi um dos atletas que haviam sido regularizados para defender a Gana. Então, foi convocado pela primeira para Seleção Principal em 23 de setembro entrando aos 72 minutos, entrando no lugar de Denis Odoi na derrota por 3–0 num amistoso contra o Brasil, na França.
Em 14 de novembro, Lamptey foi um dos convocados para representar Gana na Copa do Mundo de 2022, no Catar.

## Vida pessoal
Apesar de nascido na Inglaterra, Lamptey é filho de pais ganeses que emigraram para e optou por defender Gana na Seleção Profissional.

## Estatísticas
Atualizadas até dia 25 de novembro de 2022.

### Clubes
| Club                   | Temporada         | Campeonato nacional | Campeonato nacional | Copa nacional[a] | Copa nacional[a] | Competições continentais[b] | Competições continentais[b] | Outros torneios[c] | Outros torneios[c] | Total | Total |
| Club                   | Temporada         | Jogos               | Gols                | Jogos            | Gols             | Jogos                       | Gols                        | Jogos              | Gols               | Apps  | Goals |
| ---------------------- | ----------------- | ------------------- | ------------------- | ---------------- | ---------------- | --------------------------- | --------------------------- | ------------------ | ------------------ | ----- | ----- |
| Chelsea                | 2019–20           | 1                   | 0                   | 2                | 0                | 0                           | 0                           |                    |                    | 3     | 0     |
| Chelsea                | Total             | 1                   | 0                   | 2                | 0                | 0                           | 0                           | 0                  | 0                  | 3     | 0     |
| Brighton & Hove Albion | 2019–20           | 8                   | 0                   | —                | —                | —                           | —                           | —                  | —                  | 8     | 0     |
| Brighton & Hove Albion | 2020–21           | 11                  | 1                   | 0                | 0                | —                           | —                           | —                  | —                  | 11    | 1     |
| Brighton & Hove Albion | 2021–22           | 30                  | 0                   | 2                | 0                | —                           | —                           | —                  | —                  | 32    | 0     |
| Brighton & Hove Albion | 2022–23           | 11                  | 0                   | 2                | 1                | —                           | —                           | —                  | —                  | 13    | 1     |
| Brighton & Hove Albion | Total             | 60                  | 1                   | 6                | 1                | 0                           | 0                           | 0                  | 0                  | 64    | 2     |
| Total na carreira      | Total na carreira | 61                  | 1                   | 6                | 1                | 0                           | 0                           | 0                  | 0                  | 67    | 2     |

- a. ^ Jogos da Copa da Inglaterra e Copa da Liga Inglesa
- b. ^ Jogos da
- c. ^ Jogos do

### Seleção
| Seleção | Anos  | Jogos | Gols |
| ------- | ----- | ----- | ---- |
| Gana    | 2022  | 3     | 0    |
| Total   | Total | 3     | 0    |